# Colonia Linda Vista, Michoacán de Ocampo
Colonia Linda Vista är en ort i Mexiko.   Den ligger i kommunen Zamora och delstaten Michoacán de Ocampo, i den centrala delen av landet, 300 km väster om huvudstaden Mexico City. Colonia Linda Vista ligger 1 586 meter över havet och antalet invånare är 672.
Terrängen runt Colonia Linda Vista är kuperad åt sydost, men åt nordväst är den platt. Runt Colonia Linda Vista är det ganska glesbefolkat, med 48 invånare per kvadratkilometer. Närmaste större samhälle är Zamora, 4,0 km väster om Colonia Linda Vista. I omgivningarna runt Colonia Linda Vista växer huvudsakligen savannskog.